# Phalangeridae
Phalangéridés
Famille
Les Phalangéridés (Phalangeridae) forment une famille de l'ordre des Diprotodontia. Ce sont des animaux marsupiaux généralement arboricoles, même s'ils peuvent, comme l'Opossum à queue en plumeau, chercher leur nourriture sur le sol. Si la queue est préhensile, leur particularité est de posséder les yeux ramenés sur la face de la tête, et non sur les côtés.
Dans cette famille, on trouve notamment des phalangers, écureuils marsupiaux et couscous, des « possums » d'Australie.
La famille est parfois classée dans le sous-ordre des Phalangeriformes Szalay in Archer (ed.), 1982 et la super-famille des Phalangeroidea Thomas, 1888.

## Sous-familles
Selon Paleobiology Database (20 septembre 2017) et ITIS (21 septembre 2017) cette famille contient les sous-familles suivantes :
- sous-famille Ailuropinae Flannery, Archer & Maynes, 1987
- sous-famille Phalangerinae Thomas, 1888

## Genres et espèces
- Ailurops
  - Ailurops melanotis, Thomas (1898)
  - Ailurops ursinus, Temminck (1824)
- Phalanger
  - Phalanger carmelitae, Thomas (1898)
  - Phalanger intercastellanus, Thomas (1895) - Couscous commun du Sud -  Southern Common Cuscus 
  - Phalanger lullulae, Thomas (1896)
  - Phalanger matanim, Flannery (1987)
  - Phalanger orientalis, Pallas (1766)
  - Phalanger ornatus, Gray (1860)
  - Phalanger pelengensis, Tate (1945)
  - Phalanger rothschildi, Thomas (1898)
  - Phalanger sericeus, Thomas (1907)
  - Phalanger vestitus, Milne-Edwards (1877)
- Spilocuscus
  - Spilocuscus maculatus - Couscous tacheté ou couscous maculé
  - Spilocuscus rufoniger
- Trichosurus - Genre des phalangers vulpins
  - Trichosurus arnhemensis
  - Trichosurus caninus - Mountain Brushtail Possum
  - Trichosurus vulpecula - Phalanger renard - Common Brushtail Possum
- Strigocuscus
  - Strigocuscus celebensis
  - Strigocuscus gymnotis
- Wyulda
  - Wyulda squamicaudata - Scaly-tailed Possum